# Arquidiocese de Lyon
A Arquidiocese de Lyon (Archidiœcesis Lugdunensis) é uma arquidiocese da Igreja Católica situada em Lyon, na França. É fruto da elevação da diocese de Lyon, erigida no século II. Sua sé é a Cathédrale Primatiale Saint-Jean-Baptiste.
Possui 160 paróquias.

## História
A Igreja de Lyon é a igreja mais antiga de França e, com exceção de Roma e Cartago, provavelmente, não há nenhuma outra igreja no Ocidente que pode se orgulhar de tão remota origem.
Lugduno foi no século II uma rica cidade da Gália Céltica, com força comercial, econômica e administrativa. As descobertas arqueológicas e epigráficas testemunham que também era uma cidade cosmopolita, devido à presença de comunidades de sírios, gregos, egípcios, asiáticos, onde as diferentes religiões orientais conviviam tipicamente, como os de Mitra e Cibele.
Neste contexto, era importante desenvolver uma comunidade cristã, ilustrado pelos chamados mártires de Lyon no ano 177, como é descrito por Eusébio de Cesareia em sua História Eclesiástica. A história contada por Eusébio, centrada em uma carta escrita por cristãos de Lyon, também informou que a comunidade foi organizada e estruturada na diocese, liderada pelo Bispo Fotino, venerado como um santo já no Martirológio Romano. Potino foi sucedido por Santo Irineu, cujo pensamento e escritos contribuíram para o desenvolvimento da teologia cristã ocidental, em particular no que diz respeito à sucessão apostólica.
No início do século IV, após o edito de Milão, o imperador Constantino I liberou a religião cristã. Lyon, antiga capital do ponto de vista administrativo da província romana da Gália Lugdunense Prima, tornou-se do ponto de vista eclesiástico sé metropolitana da mesma província. Inicialmente eram dioceses sufragâneas Autun e Langres; a estas logo se juntou a diocese de Chalon e mais tarde (século VI), Mâcon.
Há poucas notícias sobre a arquidiocese durante os séculos VII e VIII e é por causa da escassez de documentos relativos a este período é a criticidade do período histórico que viu o fim dos reinos merovíngios e o ataque dos sarracenos que trouxe morte e destruição (725). Somente com o estabelecimento da dinastia carolíngia o início do século IX, Lyon conseguiu recuperar e rejuvenescer, em grande parte graças ao trabalho dos arcebispos Leidrade e Agobarde. Leidrade, muito próximo de Carlos Magno até o ponto definido como humillimus servulus vester, e em várias ocasiões o imperador se esforçou para restaurar espiritualmente e moralmente sua diocese, além de pôr em prática um vasto projeto de material de reconstrução. Agobarde lutou acima de tudo para salvaguardar o patrimônio da Igreja contra as invasões dos leigos, um trabalho continuado por seu sucessor São Remígio I. Leidrade e Agobarde também reorganizaram um scriptorium antigo e o estabelecimento de capítulos regulares. Lyon, na Idade Média, bem como a catedral, possuíam capítulos para as igrejas de Saint-Paul, Saint-Just, Saint-Nizier e Saint-Georges.
A diocese desenvolveu seu próprio rito litúrgico, o rito de Lyon, que já está atestado no século IX. Será progressivamente romanizado, mas irá existir até a reforma litúrgica de 1969.
Na segunda metade do século XI, o Papa Gregório VII concedeu ao arcebispo São Jubin e seus sucessores o título de primaz das Gálias, limitando a primazia das antigas províncias da Gália Lugdunense, ou seja, Rouen, Sens e Tours. Entre os séculos XI e XII, os arcebispos de Lyon também tiveram controle quase completo sobre a cidade e o território circundante, exercendo ao mesmo tempo o judiciário e a polícia.
No século XIII, ocorreram em Lyon dois concílios ecumênicos da Igreja Católica, na presença do Papa: o Primeiro Concílio de Lyon (junho-julho de 1245), convocado pelo Papa Inocêncio IV, com um processo sem precedentes privou o imperador Frederico II de todos os direitos imperiais e presentes, incluindo a da obediência de seus súditos, e foi solenemente deposto por perjúrio, apóstata e traidor; o Segundo Concílio de Lyon (maio-julho de 1274), convocado pelo Papa Gregório X, que marcou a união de curta duração entre a Igreja latina do Ocidente e grega do Oriente.
A Reforma Protestante chegou em Lyon em 1524, e cresceu principalmente em meados do século. A contra-ofensiva católica foi muito difícil, o que levou à participação de várias dezenas de protestantes; estas iniciativas, em vez de parar com o movimento religioso, ampliou-o ainda mais. A fase repressiva logo deixou o campo da pregação polemista, apoiada principalmente pelos jesuítas do Colégio da Santíssima Trindade, e em alguns sacerdotes, entre os quais se destacou Edmond Auger. A restauração católica foi concluída pelo arcebispo Pierre d'Epinac, homem rigoroso e sério, que reformou a administração da diocese com energia e exemplo.
Entre as grandes figuras de santos Lyon período pós-tridentino é especialmente digno são Vincent de Paul, que era pastor em Châtillon, agora no departamento de Ain, naquela época parte da Arquidiocese, e que mais tarde fundou em Paris a congregação dos Padres Vicentinos.
Após a Concordata com a bula Qui Christi Domini do Papa Pio VII de 29 de novembro de 1801 a arquidiocese foi estendida para incluir as antigas Diocese de Belley e Diocese de Mâcon.
Em 6 de outubro de 1822 sob a bula Paternae Caritatis, o Papa Pio VII restaurou a diocese de Belley, desmembrando território da Arquidiocese de Lyon; ao mesmo tempo, foi designado para os arcebispos de Lyon o título da suprimida Arquidiocese de Vienne. A mesma bula define a nova província eclesiástica de Lyon composta da diocese de Autun, Langres, Dijon, Saint-Claude e Grenoble.
No século XIX, a arquidiocese deu a igreja vários santos, incluindo Antoine Chevrier, fundador do Instituto do Prado e que foi beatificado em 1986; Claudine Thevenets, fundador da religiosa ordem de Jesus e Maria, canonizado em 1993; Jean-Louis Bonnard, sacerdote missionário da Sociedade para as Missões Estrangeiras de Paris, mártir no Vietnã e canonizado em 1988; Jean-Pierre Neel, que também era um missionário do MEP, que morreu na China foi e canonizada em 2000. No século XIX, Lyon também viu o nascimento dos trabalhos mais importantes e significativos missionário leigo, o Oeuvre de la Propagation de la Foi, fundado por Pauline Marie Jaricot. Em 1875 foi fundada a Universidade Católica de Lyon.
Em 26 de dezembro de 1970, a Arquidiocese cedeu uma parte de seu território para o benefício da ereção da Diocese de Saint-Étienne. Ao mesmo tempo, o seu território foi ampliado com a incorporação de seis paróquias da diocese de Belley e 23 paróquias da diocese de Grenoble.
Em 15 de dezembro de 2006, o título de arcebispo de Viena foi dado aos bispos de Grenoble.

## Prelados
|                             | Nome                                                    | Período    | Notas                                                     |
| Arcebispos                  | Arcebispos                                              | Arcebispos | Arcebispos                                                |
| --------------------------- | ------------------------------------------------------- | ---------- | --------------------------------------------------------- |
| 95º                         | Olivier Jacques Marie de Germay de Cirfontaine          | 2020-      | Atual                                                     |
| 94º                         | Philippe Xavier Christian Ignace Marie Cardeal Barbarin | 2002-2020  | Arcebispo emérito                                         |
| 93º                         | Louis-Marie Cardeal Billé                               | 1998-2002  |                                                           |
| 92º                         | Jean Marie Julien Cardeal Balland                       | 1995-1998  |                                                           |
| 91º                         | Albert Florent Augustin Cardeal Decourtray              | 1981-1994  |                                                           |
| 90º                         | Alexandre-Charles-Albert-Joseph Cardeal Renard          | 1967-1981  |                                                           |
| 89º                         | Jean-Marie Cardeal Villot                               | 1965-1967  | Nomeado Prefeito da Congregação para o Clero              |
| 88º                         | Pierre-Paul-Marie Cardeal Gerlier                       | 1937-1965  |                                                           |
| 87º                         | Louis-Joseph Cardeal Maurin                             | 1916-1936  |                                                           |
| 86º                         | Hector-Irénée Cardeal Sévin                             | 1912-1916  |                                                           |
| 85º                         | Pierre-Hector Cardeal Couillié                          | 1893-1912  |                                                           |
| 84º                         | Joseph-Alfred Cardeal Foulon                            | 1887-1893  |                                                           |
| 83º                         | Louis-Marie-Joseph-Eusèbe Cardeal Caverot               | 1876-1887  |                                                           |
| 82º                         | Jacques-Marie-Achille Ginoulhiac                        | 1871-1875  |                                                           |
| 81º                         | Louis-Jacques-Maurice Cardeal de Bonald                 | 1839-1870  |                                                           |
| 80º                         | Joseph Cardeal Fesch                                    | 1802-1836  |                                                           |
| 79º                         | Claude-François-Marie Primat                            | 1798-1802  | Arcebispo constitucional, não reconhecido pelo Papa.      |
| 78º                         | Antoine-Adrien Lamourette                               | 1791-1794  | Arcebispo constitucional, não reconhecido pelo Papa.      |
| 77º                         | Yves-Alexandre de Marbeuf                               | 1788-1790  |                                                           |
| 76º                         | Antoine de Malvin de Montazet                           | 1758-1788  |                                                           |
| 75º                         | Pierre-Paul Cardeal Guérin de Tencin                    | 1740-1758  |                                                           |
| 74º                         | Charles-François de Châteauneuf de Rochebonne           | 1731-1740  |                                                           |
| 73º                         | François-Paul de Neuville de Villeroy                   | 1715-1731  |                                                           |
| 72º                         | Claude de Saint-Georges                                 | 1693-1714  |                                                           |
| 71º                         | Camilie de Neufville de Villeroy                        | 1653-1693  |                                                           |
| 70º                         | Alphonse Louis Cardeal de Plessis de Richelieu          | 1628-1653  |                                                           |
| 69º                         | Charles de Miron                                        | 1627-1628  |                                                           |
| 68º                         | Denys Simon de Marquemont                               | 1612-1626  |                                                           |
| 67º                         | Claude de Bellievre                                     | 1604-1612  |                                                           |
| 66º                         | Albert de Bellievre                                     | 1600-1603  |                                                           |
| 65º                         | Pierre d'Espinac                                        | 1573-1599  |                                                           |
| 64º                         | Antoine d'Albon                                         | 1564-1573  |                                                           |
| 63º                         | François de Tournon                                     | 1551-1562  |                                                           |
| 62º                         | François de Rohan                                       | 1501-1536  |                                                           |
| 61º                         | André d'Espinay                                         | 1499-1500  |                                                           |
| 60º                         | Hugo de Talaru                                          | 1488-1499  |                                                           |
| 59º                         | Charles Cardeal de Bourbon                              | 1447-1488  |                                                           |
| 58º                         | Geoffrey Vassali                                        | 1444-1446  |                                                           |
| 57º                         | Amadeu de Talaru                                        | 1415-1444  |                                                           |
| 56º                         | Filipe de Turey                                         | 1389-1415  |                                                           |
| 55º                         | Jean de Talaru                                          | 1375-1389  |                                                           |
| 54º                         | Charles d'Alençon                                       | 1365-1375  |                                                           |
| 53º                         | Guilherme II de Turey                                   | 1358-1365  |                                                           |
| 52º                         | Raimundo Saqueti                                        | 1356-1358  |                                                           |
| 51º                         | Henrique II de Villars                                  | 1342-1354  |                                                           |
| 50º                         | Guido III de Boulogne                                   | 1340-1342  |                                                           |
| 49º                         | Guilherme I de Sura                                     | 1333-1340  |                                                           |
| 48º                         | Pedro IV                                                | 1308-1332  |                                                           |
| 47º                         | Luís I de Villars                                       | 1301-1308  |                                                           |
| 46º                         | Henrique I de Villars                                   | 1296-1301  |                                                           |
| 45º                         | Beraldo de Gouth                                        | 1288-1294  |                                                           |
| 44º                         | Pedro III de Aosta                                      | 1287-?     |                                                           |
| 43º                         | Rodolfo II de La Tourette                               | 1284-1287  |                                                           |
| 42º                         | Ademar de Rossilhão                                     | 1274-1282  |                                                           |
| 41º                         | Pedro II (Pierre Cardeal de Tarantaise)                 | 1272-1273  | Nomeado Bispo de óstia. Futuro Papa Inocêncio V           |
| 40º                         | Filipe II                                               | 1246-1267  |                                                           |
| 39º                         | Aimerico de Rivers                                      | 1236-1246  |                                                           |
| 38º                         | Raul de Pinis (de La Roche-Aymon)                       | 1235-1236  |                                                           |
| 37º                         | Rodolfo I                                               | ?          |                                                           |
| 36º                         | Guido II                                                | ?          |                                                           |
| 35º                         | Roberto de Auvérnia                                     | 1227-1233  |                                                           |
| 34º                         | Reinaldo II (Renaud de Forez)                           | 1193-1226  |                                                           |
| 33º                         | João II (Jean de Bellesmes)                             | 1181-1193  |                                                           |
| 32º                         | Guichardo                                               | 1165-1180  |                                                           |
| 31º                         | Drogo                                                   | 1163-1165  |                                                           |
| 30º                         | Heráclio de Montboissier                                | 1153-1163  |                                                           |
| 29º                         | Humberto II                                             | 1148-1152  |                                                           |
| 28º                         | Amadeu I                                                | 1142-1147  |                                                           |
| 27º                         | Falco                                                   | 1139-1141  |                                                           |
| 26º                         | Pedro I                                                 | 1131-1139  |                                                           |
| 25º                         | Reinaldo                                                | 1128-1129  |                                                           |
| 24º                         | Humbaldo                                                | 1118-1128  |                                                           |
| 23º                         | Gaucerano                                               | 1110-1118  |                                                           |
| 22º                         | João I                                                  | ?          |                                                           |
| 21º                         | Hugo I                                                  | 1085-1106  |                                                           |
| 20º                         | Gebuíno                                                 | 1077-1085  |                                                           |
| 19º                         | Humberto I                                              | 1065-1076  |                                                           |
| 18º                         | Gaufredo I                                              | 1063-1065  |                                                           |
| 17º                         | Filipe I                                                | ?          |                                                           |
| 16º                         | Halinardo                                               | 1046-1050  |                                                           |
| 15º                         | Odulrico                                                | 1040-?     |                                                           |
| 14º                         | Burcardo II                                             | 979-1031   |                                                           |
| 13º                         | Amblardo II                                             | 956-978    |                                                           |
| 12º                         | Burcardo I                                              | 949-956    |                                                           |
| 11º                         | Amblardo de Thiers I                                    | ?          |                                                           |
| 10º                         | Guido I                                                 | 928-948    |                                                           |
| 9º                          | Anquerico                                               | 926-?      |                                                           |
| 8º                          | Remígio II                                              | 920-?      |                                                           |
| 7º                          | Austério                                                | 906-915    |                                                           |
| 6º                          | Bernardo                                                | 905-?      |                                                           |
| 5º                          | Alúvalo                                                 | 895-904    |                                                           |
| 4º                          | Aureliano                                               | 875-895    |                                                           |
| 3º                          | Remígio                                                 | 852-875    |                                                           |
| 2º                          | Amolo                                                   | 840-852    |                                                           |
| 1º                          | Agobardo                                                | 816-840    |                                                           |
| Arcebispo coadjutor         |                                                         |            |                                                           |
|                             | Jean-Marie Villot                                       | 1959-1965  |                                                           |
| Bispos                      |                                                         |            |                                                           |
| 53º                         | Agobardo                                                | 814-816    | Elevado à Arcebispo                                       |
| 52º                         | Ledrado                                                 | 798-814    |                                                           |
| 51º                         | Ado                                                     | 768-798    |                                                           |
| 50º                         | Madalberto                                              | 754-767    |                                                           |
| 49º                         | Fulcoado                                                | 717-744    |                                                           |
| 48º                         | Godino                                                  | 693-715    |                                                           |
| 47º                         | Isaque                                                  | ?          |                                                           |
| 46º                         | Lamberto                                                | 681-690    |                                                           |
| 45º                         | Genésio                                                 | 678-?      |                                                           |
| 44º                         | Anemundo                                                | 650-?      |                                                           |
| 43º                         | Vivencíolo II                                           | 645-?      |                                                           |
| 42º                         | Gauderico                                               | 643-?      |                                                           |
| 41º                         | Teodorico                                               | 625-?      |                                                           |
| 40º                         | Tétrico                                                 | ?          |                                                           |
| 39º                         | Delfino                                                 | ?          |                                                           |
| 38º                         | Arígio                                                  | 603-611    |                                                           |
| 37º                         | Secundino                                               | 602-603    |                                                           |
| 36º                         | Etério                                                  | 586-602    |                                                           |
| 35º                         | Prisco                                                  | 573-585    |                                                           |
| 34º                         | Nicétio                                                 | 552-573    |                                                           |
| 33º                         | Sacerdos                                                | 545-551    |                                                           |
| 32º                         | Leôncio                                                 | 542-544    |                                                           |
| 31º                         | Lupo                                                    | 538-       |                                                           |
| 30º                         | Euquério II                                             | ?          |                                                           |
| 29º                         | Vivenciolo                                              | 517-?      |                                                           |
| 28º                         | Aubrino                                                 | ?          |                                                           |
| 27º                         | Estêvão                                                 | ?          |                                                           |
| 26º                         | Rústico                                                 | 494-?      |                                                           |
| 25º                         | Lupicino                                                | 492-493    |                                                           |
| 24º                         | Africano                                                | ?          |                                                           |
| 23º                         | São Paciente                                            | 451-491    |                                                           |
| 22º                         | Verano                                                  | ?          |                                                           |
| 21º                         | Barbarino                                               | ?          |                                                           |
| 20º                         | Euquério I                                              | 435-450    |                                                           |
| 19º                         | Desidério                                               | ?          |                                                           |
| 18º                         | Sicário                                                 | ?          |                                                           |
| 17º                         | Elpídio                                                 | ?          |                                                           |
| 16º                         | Antíoco                                                 | ?          |                                                           |
| 15º                         | Martinho                                                | ?          |                                                           |
| 14º                         | Albino                                                  | ?          |                                                           |
| 13º                         | Justo                                                   | 374-381    |                                                           |
| 12º                         | Vero II                                                 | ?          |                                                           |
| 11º                         | Tétrade                                                 | ?          |                                                           |
| 10º                         | Máximo                                                  | ?          |                                                           |
| 9º                          | Vócio                                                   | 314-?      |                                                           |
| 8º                          | Ptolemeu                                                | ?          |                                                           |
| 7º                          | Júlio                                                   |            |                                                           |
| 6º                          | Vero                                                    | ?          |                                                           |
| 5º                          | Faustino                                                | ?          |                                                           |
| 4º                          | Hélio                                                   | ?          |                                                           |
| 3º                          | Zacarias                                                | ?          |                                                           |
| 2º                          | Irineu                                                  | 177-202    |                                                           |
| 1º                          | Potino                                                  | 155-177    |                                                           |
| Bispos auxiliares           |                                                         |            |                                                           |
|                             | Thierry Brac de la Perrière                             | 2023-      | Atual                                                     |
|                             | Loïc Lagadec                                            | 2023-      | Atual                                                     |
|                             | Emmanuel Marie Anne Alain Gobilliard                    | 2016-2022  | Nomeado Bispo de Digne                                    |
|                             | Patrick Le Gal                                          | 2009-      | Atual                                                     |
|                             | Jean-Pierre Louis Roger Sylvain Batut                   | 2008-2014  | Nomeado Bispo de Blois                                    |
|                             | Thierry Marie Jacques Brac de la Perrière               | 2003-2011  | Nomeado Bispo de Nevers                                   |
|                             | Hervé Jean Robert Giraud                                | 2003-2007  | Nomeado Bispo coadjutor de Soissons (-Laon-Saint-Quentin) |
|                             | Jacques Maurice Faivre                                  | 1992-1997  | Nomeado Bispo de Le Mans                                  |
|                             | Maurice Paul Delorme , Ist. del Prado                   | 1975-1994  |                                                           |
|                             | Paul Émile Joseph Bertrand                              | 1975-1989  | Nomeado Bispo de Mende                                    |
|                             | Louis Antoine Marie Boffet                              | 1970-1975  | Nomeado Bispo de Montpellier                              |
|                             | Pierre Bertrand Chagué                                  | 1969-1975  | Nomeado Bispo de Gap                                      |
|                             | Paul-Marie François Rousset, Ist. del Prado             | 1966-1971  | Nomeado Bispo de Saint-Etienne                            |
|                             | Gabriel-Marie-Joseph Matagrin                           | 1964-1969  | Nomeado Bispo de Grenoble                                 |
|                             | Marius-Félix-Antoine Maziers                            | 1959-1966  | Nomeado Arcebispo coadjutor de Bordeaux (-Bazas)          |
|                             | Claude Marie Joseph Dupuy                               | 1955-1961  | Nomeado Arcebispo de Albi (-Castres-Lavaur)               |
|                             | Alfred-Jean-Félix Ancel , Ist. del Prado                | 1947-1973  |                                                           |
|                             | Etienne Bornet                                          | 1937-1958  |                                                           |
|                             | Jean Delay                                              | 1928-1937  | Nomeado Bispo de Marseille                                |
|                             | Etienne Irénée Faugier                                  | 1922-1928  |                                                           |
|                             | Hyacinthe-Jean Chassagnon                               | 1917-1922  | Nomeado Bispo de Autun (-Châlon-sur-Saône-Mâcon)          |
|                             | Jean-Marie Bourchany                                    | 1914-1924  |                                                           |
|                             | Louis-Jean Dechelette                                   | 1906-1913  | Nomeado Bispo de Evreux                                   |
|                             | Félix-Jules-Xavier Jourdan de la Passardière , C.O.     | 1885-1887  | Nomeado Bispo auxiliar de Cartago                         |
|                             | Odon Thibaudier                                         | 1875-1876  | Nomeado Bispo de Soissons (-Laon)                         |
|                             | Jean-Denis de Vienne                                    | 1775-1793  |                                                           |
|                             | Jean-Baptiste-Marie Bron                                | 1754-1774  |                                                           |
|                             | Nicolas Navarre                                         | 1735-1753  |                                                           |
|                             | Antoine Sicault                                         | 1711-1733  |                                                           |
|                             | Robert Berthelot, O. Carm.                              | 1601-1630  |                                                           |
|                             | Jacques Maistret, O. Carm.                              | 1574-1615  |                                                           |
|                             | Jean Henry, O.F.M. Conv.                                | 1558-1574  |                                                           |
|                             | Jean Bastien, O.F.M. Obs.                               | 1535-?     |                                                           |
|                             | Jean Parisol, O.P.                                      | 1519-?     |                                                           |
|                             | Guichard de Beysard (ou Lessart), O.S.A.                | 1496-1517  |                                                           |
|                             | Étienne Chassaigné                                      | 1465-?     |                                                           |
| Administradores apostólicos |                                                         |            |                                                           |
|                             | Michel Marie Jacques Dubost, C.I.M.                     | 2019-2020  |                                                           |
|                             | Jean-Gaston de Pins                                     | 1823-1839  |                                                           |
|                             | Hipólito Cardeal d'Este                                 | 1562-1564  | Segunda vez                                               |
|                             | Hipólito Cardeal d'Este                                 | 1539-1551  |                                                           |
|                             | Jean Cardeal du Lorraine                                | 1537-1539  |                                                           |